# Kitarō Nishida

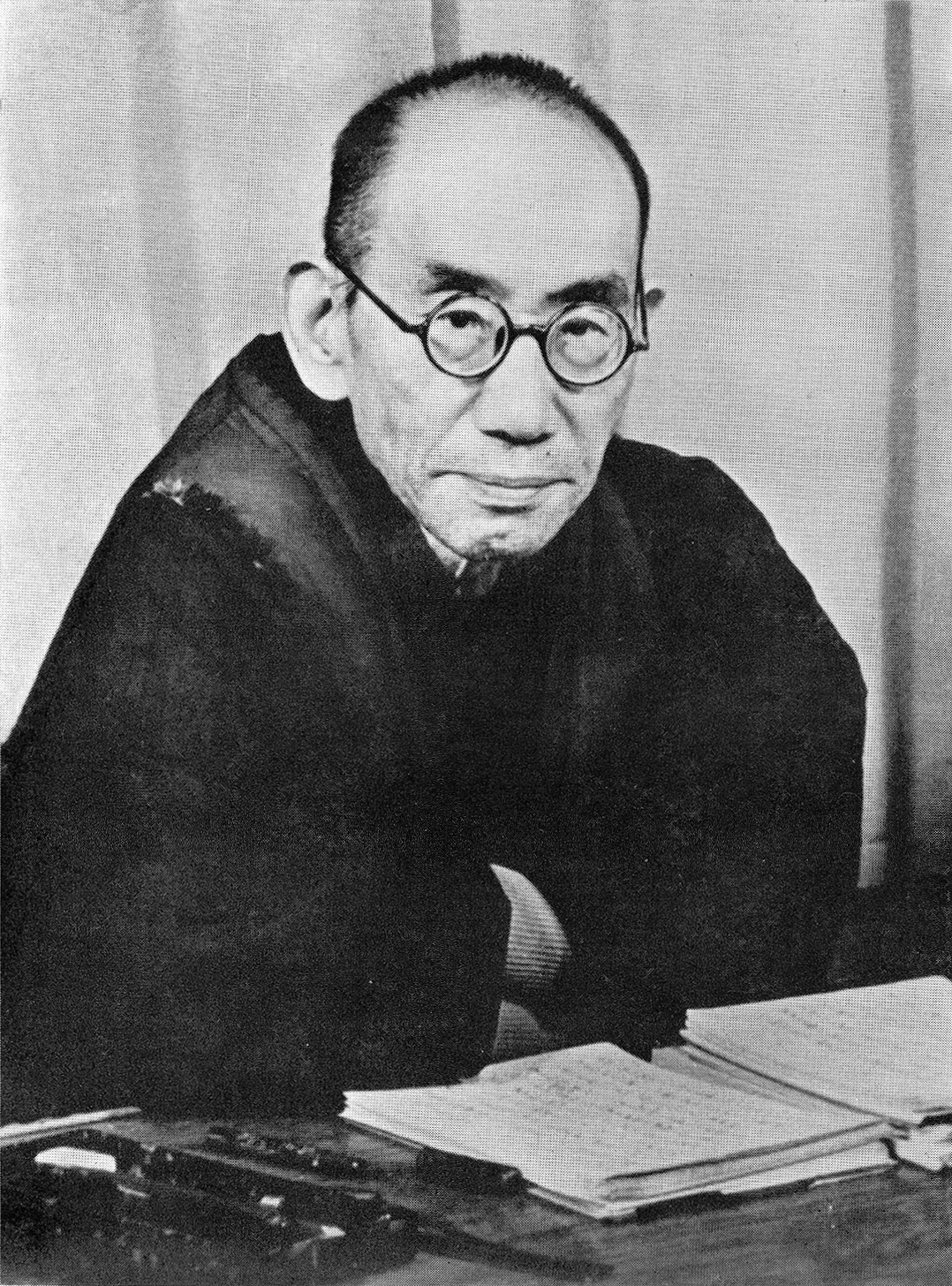
Nishida Kitarō (Februar 1943)

Nishida Kitarō (japanisch 西田 幾多郎; * 19. Mai 1870 in Mori bei Kanazawa (heute: Kahoku, Präfektur Ishikawa); † 7. Juni 1945 in Kamakura, Präfektur Kanagawa) war ein japanischer Philosoph. Er gilt als geistiger Vater der Kyōto-Schule und markiert den Beginn der modernen japanischen Philosophie. Nishidas Nichte Fumi Takahashi war ebenfalls Philosophin.

## Leben
Als Spross einer alten Samuraifamilie verbrachte Nishida eine privilegierte Kindheit. Bedingt durch seine schwache Konstitution wurde er von seiner Mutter Tosa, einer strenggläubigen Buddhistin, sehr umsorgt. Er bat seinen Vater Yasunori wiederholt darum, eine weiterführende Schule in Kanazawa besuchen zu dürfen. Der Vater wies seinen Wunsch zurück, da er ihn als seinen Nachfolger im Amt des Dorfbürgermeisters sah und befürchtete, dieses Amt würde seinem Sohn sonst später nicht mehr genügen. Schließlich erlaubte er diesem doch, eine weiterführende Schule zu besuchen. Eine Erkrankung zwang Nishida allerdings bald, Privatunterricht zu nehmen.
Von 1886 bis 1890 besuchte Nishida dann wieder eine Schule, die Ishikawa Semmongakkō. Als sich das politische Klima an der Schule änderte (vgl. den Artikel Meiji-Verfassung), übte sich Nishida im passiven Widerstand. Ihm wurde schließlich wegen „schlechten Benehmens“ das Vorrücken in die nächste Klasse verweigert. Nishida verließ die Schule.
1891 nahm er das Studium der Philosophie an der Kaiserlichen Universität Tokio auf. Er belegte aufgrund seines fehlenden Oberschulabschlusses einen „Sonderkurs“. Dadurch war er einer diskriminierenden Behandlung ausgesetzt und zog sich immer mehr in sich selbst zurück. Das änderte sich, als 1893 Raphael von Koeber an die Universität kam. Dieser motivierte ihn, sich in griechische und mittelalterliche europäische Philosophie einzuarbeiten und machte ihn mit den Werken Schopenhauers bekannt.
Des Weiteren studierte er bei Karl Florenz zusammen mit Natsume Sōseki deutsche Literatur. Er beendete sein Studium kurz vor Ausbruch des ersten Japanisch-Chinesischen Krieges mit einer Arbeit über David Hume.
Im Mai 1895 heiratete Nishida seine Cousine Tokuda Kotomi, mit der er insgesamt acht Kinder hatte. Von den sechs Töchtern sterben einige noch zu Lebzeiten des Vaters, und auch der ältere der beiden Söhne Ken stirbt schon 1920 (mit 23 Jahren).
1896 übernahm er die Stelle eines Lehrers an seiner ehemaligen Schule in Kanazawa, die inzwischen zur Oberschule umstrukturiert worden war. Im nächsten Jahr begann er, sich in Zen-Meditation unterweisen zu lassen, wahrscheinlich inspiriert durch seinen Schulkameraden und Freund D. T. Suzuki. Bei seinem Aufenthalt im Tempel Taizō-in in Kyōto, den er anlässlich eines längeren Zen-Meditationsretreats (Sesshin) besuchte, wurde ihm im August 1897 von seinem Lehrer Hōjō Tokiyoshi eine Stelle an der Oberschule in Yamaguchi angeboten, die er ohne Zögern annahm.
Aufgrund seines Werkes Zen no kenkyū (Über das Gute) wurde ihm 1910 eine Position an der kaiserlichen Universität in Kyōto angeboten, an der er 1914 Professor für Philosophie wurde. Hier entwickelte Nishida seine Philosophie weiter und zog den Kern der späteren Kyōto-Schule an, als er in den 1920er Jahren bekannt wurde. Er wurde 1928 emeritiert und zog nach Kamakura, um dort seine Logik des Ortes weiterzuentwickeln.
1940 wurde ihm der japanische Kulturorden verliehen.
Nishida starb am 7. Juni 1945 in Kamakura an einer Nierenkrankheit. Sein Grab liegt dort auf dem Friedhof des Zen-Tempels Tōkei-ji.

## Philosophie
Nishida Kitarō beeinflusste wie kein anderer die moderne Philosophie in Japan bis heute. Sein Versuch, westliche Methodik und Termini mit östlichem Gedankengut zu kombinieren, durchzieht bis heute die Bemühungen japanischer Philosophen. Nishidas Anliegen und Vokabular prägen auch den Stil der sogenannten Kyōto-Schule, als deren geistiger Vater er zusammen mit seinem Nachfolger Tanabe Hajime gilt.
Nishida war überzeugt davon, dass es in der Philosophie nur darum gehen kann, „die eine Wahrheit“ zu finden. Hierfür allerdings hielt er es für wichtig, Philosophie und Religion zusammen zu denken und verwies auf die indische oder frühe griechische Philosophie, in der er beides noch vereint sah. Seine Philosophie stellt daher den Versuch dar, eine Synthese von Philosophie und Religion zu finden.
Nishidas Denken kann in fünf Schaffensphasen eingeteilt werden: Ausgehend vom Begriff der Untersuchung des Bewusstseins und dem daraus gewonnenen Begriff der reinen Erfahrung untersuchte er im Folgenden das Problem des Selbstbewusstseins und des Willens. In der dritten Phase gelangte er zu seiner Logik des Ortes (basho no ronri), die schließlich im Begriff des absoluten Nichts (zettai mu) mündet. Beide Begriffe üben bis zur heutigen Zeit einen starken Einfluss auf die Diskussion in der japanischen Philosophie aus. Die vierte Phase ist bestimmt von einem dialektischem Denken, in welchem er den Standpunkt des dialektisch Allgemeinen (benshōhōteki ippansha) und der widersprüchlichen Selbstidentität (mujunteki jiko dōitsu) entwickelt.
In seiner letzten Schaffensphase wendete sich Nishida ganz der Religionsphilosophie zu und den Fragen „Wann wird uns die Religion zum Problem“, „Was heißt Gott, Buddha, das absolute Sein, das sich absolut Widersprechende“ und „Wann berührt unser Selbst Gott, Buddha.“ Nishida sah den Ursprung der Religion im Leiden an dem Drang, sich selbst zu erkennen.

### Reine Erfahrung
Nishida lehnte seinen Begriff der reinen Erfahrung (純粋経験 junsui keiken) an William James, an Bergsons Begriff der Lebenswelt und an die christliche Mystik an. Sie umfasste für ihn den unmittelbaren Augenblick der Wahrnehmung, wenn also noch keine Unterscheidung zwischen wahrnehmendem Subjekt und wahrgenommenem Objekt geschehen ist und noch kein Urteil über das Wahrgenommene gefällt worden ist. Aus diesem Grund sind reine und unmittelbare Erfahrung eins: Ein Ton lässt sich wahrnehmen oder eine Farbe sehen, ohne dass zwischen Subjekt (der eigenen Person) und dem Objekt (der wahrgenommenen Sache) unterschieden werden muss.

„Rein beschreibt den Zustand einer wirklichen Erfahrung als solcher, der auch nicht eine Spur von Gedankenarbeit anhaftet. […] Das bedeutet zum Beispiel, daß wir in dem Augenblick, in dem wir eine Farbe sehen oder einen Ton hören, weder überlegen, ob es sich um Einwirkungen äußerer Dinge handelt, noch ob ein Ich diese empfindet. Selbst das Urteil, was diese Farbe und dieser Ton eigentlich sind, ist auf dieser Stufe noch nicht gefällt. Somit sind reine und unmittelbare Erfahrung eins. In der unmittelbaren Erfahrung des Bewusstseinszustandes gibt es noch kein Subjekt und kein Objekt.“

Ein Bewusstsein in diesem Zustand der Nicht-Unterscheidung nannte er konkretes Bewusstsein (gutaiteki ishiki). Es bildet die Grundlage auch für die spätere Ausdifferenzierung des Wahrgenommenen durch das Denken (shii). Jede Differenzierung des Wahrgenommenen ist nachträglich, da sie nicht mehr im Jetztbewusstsein (dem Moment der reinen Erfahrung) stattfindet, sondern sich ihr Objekt als Vergangenes vorstellt, es trennt, sondert und unterscheidet. Für Nishida lag daher das Primat bei der reinen Erfahrung, alle nachträglichen Abstraktionsprozesse haben dieses zur Voraussetzung und sind notwendigerweise in ihrem Inhalt ärmer als dieses.
Nishida attestierte dem ausdifferenzierten Bewusstsein ein Bestreben, zur ursprünglichen Einheit der reinen Erfahrung zurückzukehren. Eine Möglichkeit sah er im Willen (ishi), da dieser in der Unmittelbarkeit der Tat den Subjekt-Objekt-Dualismus überwindet. Der Wille leistet mit dieser Rückkehr in die Einheit etwas, das dem diskursiven Denken verwehrt bleiben muss.
Noch mehr als der Wille vermochte für Nishida die intellektuelle Wahrnehmung (chiteki chokkan) die Subjekt-Objekt-Spaltung zu überwinden. Die intellektuelle Wahrnehmung strukturiert die Welt, lässt durch Prägnanzbildung überhaupt erst so etwas wie Dinge hervortreten. In der Anschauung ist nicht eine Summe von unaufbereiteten Sinnesdaten gegeben, sondern es werden stets Dinge wahrgenommen, die auch idealistische Elemente enthalten können:

„Wenn unser Bewusstsein nur ein Ding sensorischer Merkmale wäre, würde es wahrscheinlich bei einem Zustand gewöhnlicher intellektueller Wahrnehmung haltmachen, aber der Geist fordert unendliche Einheit, und diese Einheit ist in der Form der sogenannten intellektuellen Anschauung gegeben.“

Nishida weitete diese zunächst erkenntnistheoretische Untersuchung später durch die Frage „Was ist Wirklichkeit?“ in eine ontologische aus. Wirklichkeit war für Nishida mit Aktivität des Bewusstseins gleichzusetzen, denn vom Standpunkt der reinen Erfahrung aus sind Mensch und Welt nicht getrennt.
In der einigenden Kraft, die den Rückgang auf die reine Erfahrung und ursprüngliche Einheit möglich macht, sah Nishida eine Möglichkeit, Gott zu denken. Somit müsste Gott gerade durch die Vereinigung der Gegensätze nicht als außerhalb der Welt gedacht werden, noch als pantheistisch und wäre zugleich an eine uns zugängliche Erfahrung gebunden. Das Gute (善, zen) sah Nishida dann als die Frucht dieser einigenden Kraft, die sich als Liebe, freier Wille, Freude und Frieden ausprägen kann.

### Analyse des Selbstbewusstseins
Nishida definiert das Selbstbewusstsein (jikaku) als eines des transzendentalen Ichs (senkenteki jiga), das sich im absolut freien Willen äußert. Vorbild für die in seiner zweiten Schaffensperiode ausgearbeitete Analyse des Willens war für Nishida die Tathandlung bei Johann Gottlieb Fichte. Der absolut freie Wille (kōiteki shukan) ist von einer schöpferischen Dynamik, die in ihrer Genuität nicht reflektiert werden kann, da er überhaupt erst die Reflexion hervorruft. Er ist gekoppelt an das ewige Nun (eikyū no ima).
Nishida erschien dieser am deutschen Idealismus angelehnte Ansatz jedoch später aufgrund seiner Subjektivität zu einseitig und er versuchte ihn in seiner Logik des Ortes zu überwinden.

### Logik des Ortes
Alles Erkennen vollzieht sich in Urteilen. Das Urteil versteht Nishida nach Hegel so: Das Einzelne ist das Allgemeine. Die sich in Urteilen vollziehende Erkenntnis ist die Selbstbestimmung des Allgemeinen. Denn das Einzelne (der urteilende Mensch) ist für die Bedeutung der Wahrheit des Urteils nicht relevant. In diesem Allgemeinen des Urteils haben die logischen Kategorien der natürlichen Welt ihren Ort. „Sein“ versteht Nishida hier als „seinen Ort haben“ und dadurch „bestimmt sein“.
Nishida unterscheidet drei mögliche Welten des Allgemeinen:
- Die natürliche Welt: Sie wird als Urteilsallgemeines (handanteki ippansha) definiert. Sie ist die propositionale Welt der gedachten und ausgesagten Gegenstände. Die Gegenstände sind, weil sie ihren Ort in der natürlichen Welt haben. Ihr logischer Ort ist jedoch selbst als Urteilsallgemeines nicht zugänglich, er ist ja nur der Hintergrund, auf dem sie erscheinen. Will sich die natürliche Welt selbst wahrnehmen, muss sie sich als Selbstwahrnehmungsallgemeines (jikakuteki ippansha) thematisieren. Sie tut dies im Bewusstsein. Das dadurch entstandene Selbstverhältnis hat seinen Ort in der Bewusstseinswelt.

- Für die Bewusstseinswelt gilt wieder die gleiche Bedingung wie für die natürliche: Ihr logischer Ort liegt jenseits der Welt, die er bestimmt. Diese Differenz nötigt das Selbst wiederum, die Bewusstseinswelt zu durchschreiten und in die intelligible Welt einzutreten, um eine Selbstwahrnehmung zu erlangen.[9] Das Bewusstseins nimmt sich nicht selbst wahr, sondern wird gedacht als Anschauendes. Es weiß von sich nicht durch Wahrnehmung, sondern dadurch, dass es sich selbst intellektuell als Bewusstsein mit einem Inhalt bestimmt. Der Ort dieser Bestimmung ist die intelligible Welt.

- Die intelligible Welt ist die Welt der Ideen des Wahren (shin), des Schönen (bi) und des Guten (zen). Hier wird das transzendentale Selbst durch intellektuelle Anschauung (das intelligible Allgemeine) als geistiges Sein definiert. Die Ideen korrelieren mit dem ästhetischen, dem moralischen und dem religiösen Bewusstsein. Die drei Ideen folgen einer gewissen Hierarchie: Da das künstlerische Bewusstsein noch ein einzelnes Selbst und nicht das freie Selbst sieht, muss es im moralischen Bewusstsein aufgehen. Das moralische Bewusstsein hat keinen konkreten Gegenstand in der Welt zum Thema, sondern die Idee des Guten. Alles Sein ist für es ein Sollen. Es kann jedoch nur durch das religiöse Bewusstsein erreicht werden, das sich in der religiös-mystischen Erfahrung durch Selbstverneinung überwindet und überschreitet. Sein Ort ist das absolute Nichts, das sich nicht philosophisch-begrifflich darstellen lässt, da jede Aussage darüber durch Trennen und Absondern seine differenzlose Einheit zerstören würde.

### Absolutes Nichts
Durch die Idee des Wahren zeigt sich nun, dass der Unterschied von Welt und Ort nicht aufgehoben werden kann. Der Ort bleibt der diskursiv nicht einholbare Hintergrund des Allgemeinen. Dies führt Nishida zu dem Schluss, dass das Allgemeine die Bedeutung des Orts haben muss. Da voneinander unabhängige Dinge gegenseitig aufeinander wirken, bestimmt sich der Ort selbst. Denn solange etwas sich selbst vermittelt, kann es nicht auf anderes wirken. Da der Ort sich selbst bestimmt, wirken die Dinge gegenseitig aufeinander.
Das Einzelne vermittelt sich jedoch selbst. Um diese subjektive Dialektik zu überwinden, legt Nishida im nächsten Schritt den Ort als nicht repräsentierbar und somit als Nichts aus. Das religiöse Selbst verweist nicht auf einen weiteren Ort, sondern ist selbst sein Ort, der nicht begriffen werden kann. Dieser Ort ist also ein Nichts und ermöglicht zugleich alles, was existiert. Das Nichts ist Ort und der Ort ist das Nichts. Dieses Verhältnis bezeichnet Nishida als das absolute Nichts (絶対無, zettai mu).

## Literatur

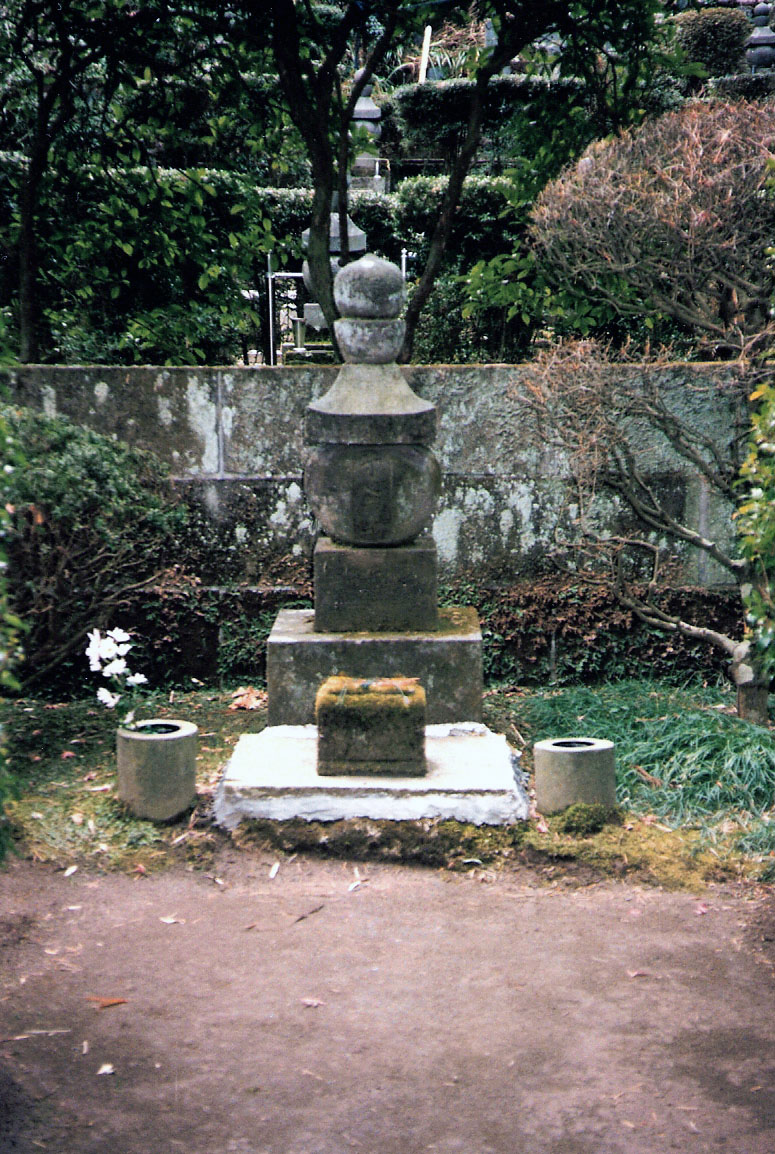
Grabstätte in Kamakura

### Primärliteratur
- Nishida Kitarō zenshū (Gesammelte Werke, 1966)
- Zen no kenkyū (Erforschung des Guten, 1911)
- Shisaku to taiken (Denken und Erfahrung, 1915)
- Jikaku ni okeru chokkan to hansei (Anschauungen und Reflexion im Selbstbewusstsein, 1917)
- Ishiki no mondai (Das Problem des Bewusstseins, 1920)
- Geijutsu to dōtoku (Kunst und Moral, 1923)
- Hataraku mono kara miru mono e (Vom Handelnden zum Sehenden, 1927)
- Ippansha no jikakuteki taikei (Das selbstbewusste System des Allgemeinen, 1930)
- Mu no jikakuteki gentei (Die selbstbewusste Bestimmung des Nichts, 1932)
- Tetsugaku no kompon mondai (Grundlegende Probleme der Philosophie, 1933–34)
- Tetsugaku rombonshū (Sammlung philosophischer Essays, 1935–46)
- Bashoteki ronri to shūkyōteki sekaikan (Die Logik des Ortes und die religiöse Weltanschauung, 1945)
- Yotei chōwa wo tebiki toshite shūkyōtetsugaku (Auf dem Weg zu einer Philosophie der Religion unter Leitung des Begriffes der prästabilisierten Harmonie, 1944)

### Deutsche Übersetzungen
- Die intelligible Welt, Drei philosophische Abhandlungen, In Gemeinschaft mit Motomori Kimura, Iwao Koyama und Ichiro Nakashima ins Deutsche übertragen und eingeleitet von Robert Schinzinger, Walter de Gruyter, Berlin 1943
- Zen no Kenkyū (Über das Gute, Insel Verlag, Frankfurt a. M. 1989; broschierte Ausgabe 2001, ISBN 978-3-458-34458-2)
- Logik des Ortes: Der Anfang der modernen Philosophie in Japan (Übersetzt und herausgegeben von Rolf Elberfeld), Darmstadt, 1999. ISBN 3-534-13703-5 (kartonierte Sonderausgabe 2011, ISBN 978-3-534-23585-8)
- Selbstidentität und Kontinuität der Welt. In: Die Philosophie der Kyôto-Schule, Texte und Einführung, Hrsg. v. Ryôsuke Ohashi. S. 54–118. Alber, Freiburg / München 1990. ISBN 3-495-47694-6 (2. Auflage 2011, ISBN 978-3-495-48316-9)
- Die verschiedenen Welten (1917). Annotierte, um Quellenzitate ergänzte Übersetzung. Übersetzt von Christian Steineck. In: Beiträge zur Japanforschung : Festgabe für Peter Pantzer zu seinem sechzigsten Geburtstag. Bonn, Bier’sche Verlagsanstalt 2002, 319–338. ISBN 978-3-936366-02-0
- Das künstlerische Schaffen als Gestaltungsakt der Geschichte. In: Die Philosophie der Kyôto-Schule, Texte und Einführung, Hrsg. v. Ryôsuke Ohashi. S. 119–137. Alber, Freiburg / München 1990. ISBN 3-495-47694-6 (2. Auflage 2011, ISBN 978-3-495-48316-9)
- Philosophie der Physik (Übersetzt von Toshiaki Kobayashi und Max Groh), Leipziger Universitätsverlag, 2012. ISBN 978-3-86583-606-9
- “Der geschichtliche Leib” (Übersetzt von Leon Krings), European Journal of Japanese Philosophy 1 (2016): 217–246.

### Sekundärliteratur
- Lydia Brüll: Die japanische Philosophie: eine Einführung. WBG, Darmstadt 1989. ISBN 3-534-08489-6
- Peter Pörtner, Jens Heise: Die Philosophie Japans. Von den Anfängen bis zur Gegenwart (= Kröners Taschenausgabe. Band 431). Kröner, Stuttgart 1995, ISBN 3-520-43101-7, S. 347–356.
- Robert E. Carter: The Nothingness beyond God. An Introduction to the Philosophy of Nishida Kitaro. Paragon House Publishers, St. Paul 1997, ISBN 1-55778-761-1
- Ryôsuke Ohashi: Vom Selbstwissen zur Ortlogik. Nishida und die Phänomenologie. In: Metamorphose der Phänomenologie. Dreizehn Stadien von Husserl aus. S. 58–85. Alber Freiburg  / München 1999. ISBN 978-3-495-47855-4 Liber amicorum für Meinolf Wewel.
- Thomas Latka: Topisches Sozialsystem. Die Einführung der japanischen Lehre vom Ort in die Systemtheorie und deren Konsequenzen für eine Theorie sozialer Systeme. Carl-Auer-Systeme Verlag, Heidelberg 2003, S. 27–63.
- Myriam-Sonja Hantke: Die Poesie der All-Einheit bei Friedrich Hölderlin und Nishida Kitarô (= Weltphilosophien im Gespräch. Band 3). Verlag Traugott Bautz, Nordhausen 2009. ISBN 978-3-88309-502-8
- Myriam-Sonja Hantke: Das Nicht-Andere: Zur Religionsphilosophie von Nikolaus von Kues, G.W.F. Hegel und der Kyôto-Schule, LIT-Verlag, Münster 2022. ISBN 978-3-643-15185-8
- Themenheft Kitarō Nishida (1870–1945). Hrsg. von Rolf Elberfeld. Allgemeine Zeitschrift für Philosophie Heft 3/2011. Frommann-Holzboog, Stuttgart (Bad Cannstatt)
- Toshiaki Kobayashi: Denken des Fremden – Am Beispiel Kitaro Nishida. Stroemfeld Verlag, Frankfurt a. M. 2002, ISBN 3-86109-164-X
- Shunpei Ueyama: Das philosophische Denken Nishida Kitarōs. Übersetzt von Hans Peter Liederbach. In: Japanische Denker im 20. Jahrhundert. München, Iudicium, 2000, S. 96–164, ISBN 3-89129-625-8
- Elena Louisa Lange: Die Überwindung des Subjekts – Nishida Kitarōs 西田幾多郎 (1870-1945) Weg zur Ideologie. Dissertation, Universität Zürich, 2011.
- Raji C. Steineck: Auf Nichts Gebaut: Zum Logischen Kern von Nishida Kitarōs Philosophie. In: Fichte Studien 2018 / Das Nichts und das Sein, S. 127–150.  doi:10.1163/9789004375680 010.
- S. Noma (Hrsg.): Nishida Kitarō. In: Japan. An Illustrated Encyclopedia. Kodansha, 1993. ISBN 4-06-205938-X, S. 1098.